# Andamooka
 (avril 2023).
Si vous disposez d'ouvrages ou d'articles de référence ou si vous connaissez des sites web de qualité traitant du thème abordé ici, merci de compléter l'article en donnant les références utiles à sa vérifiabilité et en les liant à la section « Notes et références ».
Andamooka est une localité australienne située à environ 600 km au nord d'Adélaïde, dans l’Outback d'Australie-Méridionale. Le village est administré par l'Autorité des Communautés de l'Outback car il ne fait pas partie d'une zone de gouvernement local. Il y a toutefois une antenne de l'autorité dans la localité.
L'endroit est célèbre pour ses opales cristallines de haute qualité, ses fossiles opalisés et la clarté de son ciel propice à l'observation des étoiles,. Andamooka a aussi figuré dans le classement des Cités rurales australiennes les plus intéressantes à visiter.

## Historique
La localité est située sur les terres des peuples aborigènes Kuyani et Kokatha.
C'est à la suite de la découverte de l'opale dans les années 1930 qu'une ville de chercheurs d'opale s'est formée à cet endroit. Le bureau de poste d'Andamooka Opal Fields a ouvert ses portes le 13 janvier 1947 et a reçu le nom d'Andamooka en 1990.
Longtemps, l'activité lieu a été concentrée sur l'extraction de l'opale. L'apparition de la mine de cuivre et d'uranium d'Olympic Dam et la création de la ville minière de Roxby Downs dans les années 1980 a changé le paysage économique. Certains mineurs on quitté Andamooka pour aller travailler dans la ville voisine. La route d'Andamooka a été goudronnée dans les années 1990 et une conduite d'eau a été tirée depuis Roxby Downs. Toutefois, Andamooka a encore besoin de faire appel aux citernes ou aux camions-citernes pour son approvisionnement en eau. Peu d'habitants vivent encore dans les habitations en terre et les maisons de la première période de prospection de l'opale mais on peut toujours voir celles-ci le long de la route principale. Les habitants d'Adamooka vivent maintenant dans de nouveaux bâtiments construits à l'occasion de l'arrivée de la mine.

## Climat
Les précipitations annuelles sont extrêmement faibles, avec une moyenne dans la région de seulement 160 mm par an. Le climat est aride, avec des températures diurnes en été dépassant régulièrement 40 degrés Celsius et des températures nocturnes en hiver tombant souvent en dessous de zéro.

## Communications
Jusqu’en 2015, les rues d’Andamooka n’avaient pas de nom, c’était l’unique localité d’Australie dans cette situation. Aujourd’hui la localité est dotée d’une pompe à essence fonctionnant 24h/24. Le Wi-Fi est disponible à la bibliothèque scolaire du village et à la salle communautaire. Le téléphone est accessible par le réseau Telstra.

## Points d'intérêt
- La célèbre opale d'Andamooka de 203 grammes qui y a été trouvée porte le nom du site.
- Dans les années 1970, le film The Last of the Knucklemen a été tourné dans la région d'Andamooka.